# Toklumen, Kırşehir
Toklümen là một thị trấn thuộc thành phố Kırşehir, tỉnh Kırşehir, Thổ Nhĩ Kỳ. Dân số thời điểm năm 2010 là 813 người.